# Lobus evenhuisi
Lobus evenhuisi là một loài ruồi trong họ Asilidae. Lobus evenhuisi được Joseph & Parui miêu tả năm 1991. Loài này phân bố ở miền Ấn Độ - Mã Lai.